# Ярміла Кратохвілова
Ярміла Кратохвілова  (чеськ. Jarmila Kratochvílová, 26 січня 1951) — чехословацька легкоатлетка, олімпійська медалістка, рекорсменка світу в бігу на дистанціях 400 і 800 метрів.

## Виступи на Олімпіадах
| Олімпіада   | Дисципліна        | Місце |
| ----------- | ----------------- | ----- |
| Москва 1980 | біг на 400 метрів | 2     |